# Богдановка (Волочисский район)
Богда́новка (укр. Богданівка) — село в Волочисском районе Хмельницкой области Украины.
Население по переписи 2001 года составляло 526 человек. Почтовый индекс — 31220. Телефонный код — 3845. Занимает площадь 1,65 км². Код КОАТУУ — 6820980601.

## Местный совет
31220, Хмельницкая обл., Волочисский р-н, с. Богдановка